# 梁卫国
梁卫国（1955年11月—），男，汉族，安徽宿州人，中华人民共和国政治人物。清华大学电子工程系无线电技术专业毕业，中共中央党校研究生院经济管理专业在职研究生学历，管理学博士学位。

## 生平
1970年8月参加工作。1984年8月加入中国共产党。历任淮北市邮电局局长，副市长、市委常委、常务副市长、市委副书记；宿州市委副书记、代市长、市长、市委书记、市人大常委会主任；蚌埠市委书记、市人大常委会主任等职。2008年7月任安徽省人民政府省长助理，2009年12月任省政府秘书长，2012年2月补选为副省长。2016年2月，卸去安徽省人民政府副省长职务。2016年2月，当选安徽省人大常委会副主任。